# 適当
| ウィキペディアには「適当」という見出しの百科事典記事はありません（タイトルに「適当」を含むページの一覧/「適当」で始まるページの一覧）。 代わりにウィクショナリーのページ「適当」が役に立つかもしれません。 |